# San José del Valle
San José del Valle település Spanyolországban, Cádiz tartományban. San José del Valle Algar, Jerez de la Frontera, Arcos de la Frontera és Ubrique községekkel határos. Lakosainak száma 4472 fő (2024).

## Népesség
A település népessége az utóbbi években az alábbiak szerint változott:
| Lakosok száma | 4279 | 4203 | 4244 | 4403 | 4408 | 4457 | 4442 | 4418 | 4432 | 4472 |
|               | 2001 | 2004 | 2006 | 2009 | 2011 | 2014 | 2016 | 2019 | 2021 | 2024 |